# Monte San Savino
Monte San Savino és un municipi situat al territori de la província d'Arezzo, a la regió de la Toscana (Itàlia).
Limita amb els municipis d'Arezzo, Bucine, Civitella in Val di Chiana, Lucignano, Marciano della Chiana i Rapolano Terme.
Pertanyen al municipi de Monte San Savino les frazioni d'Alberoro, Dreini, Gargonza, Montagnano, Palazzuolo i Verniana.

## Galeria fotogràfica

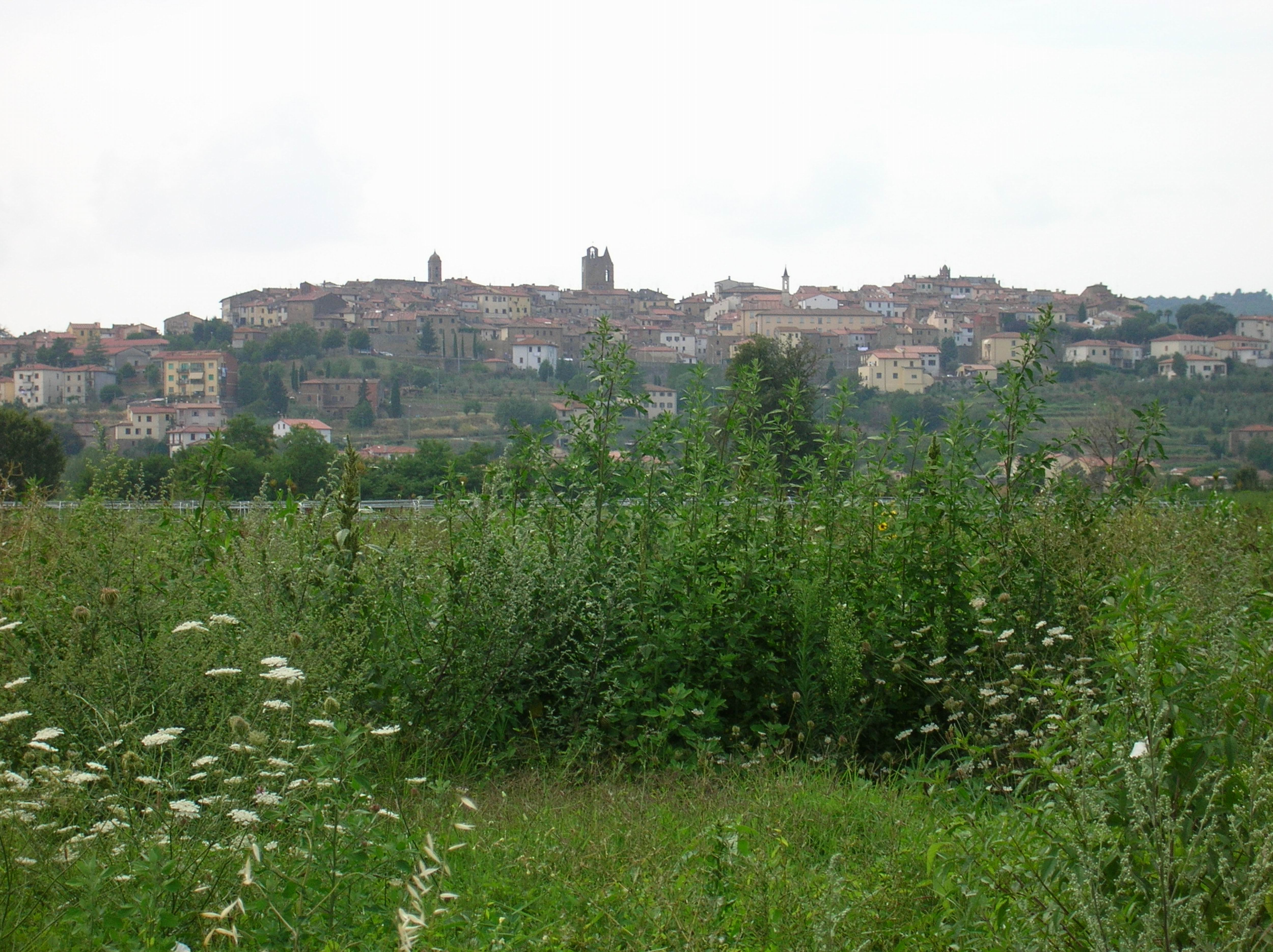
Vista del poble
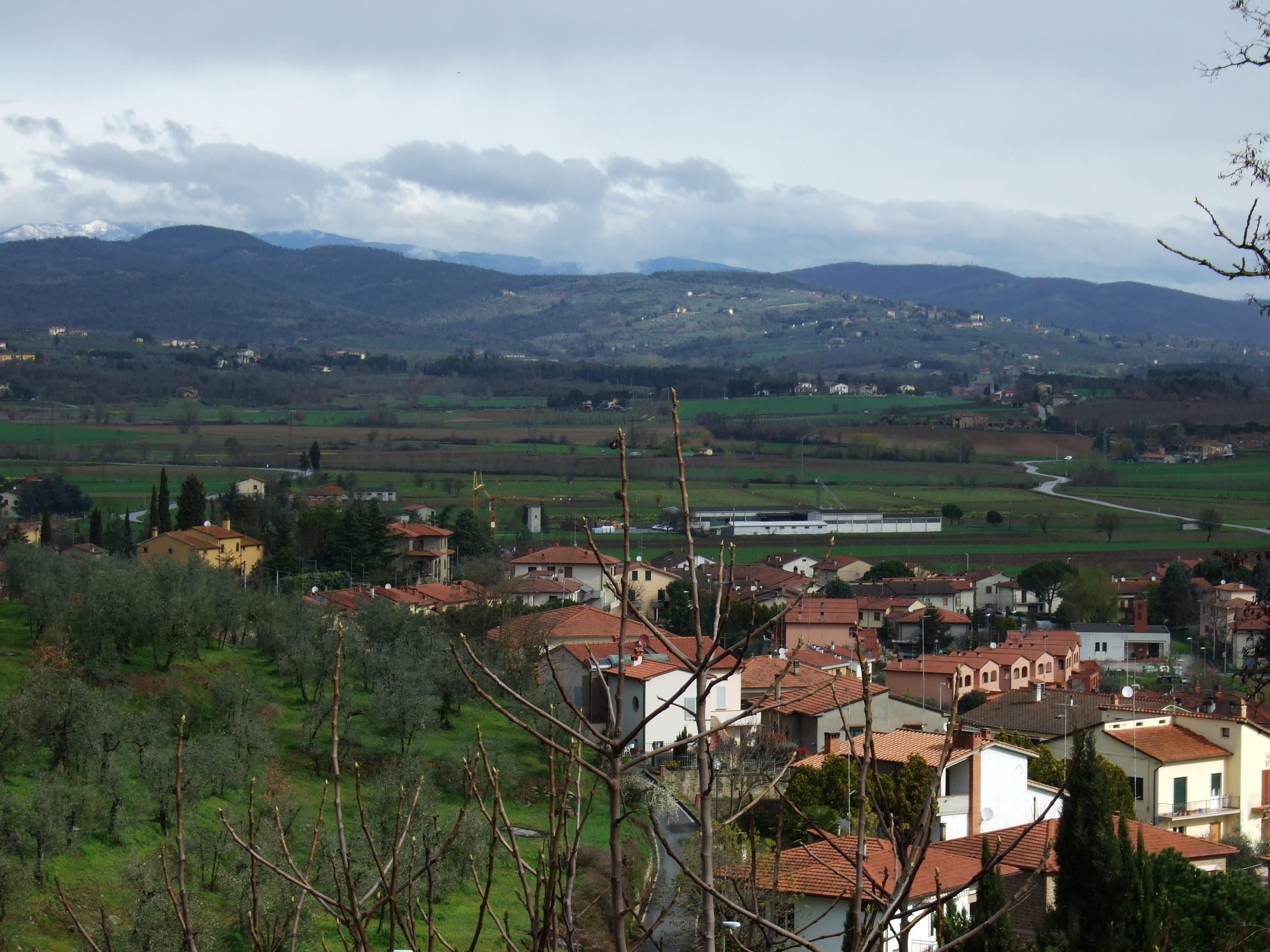
Vista del Monte San Savino
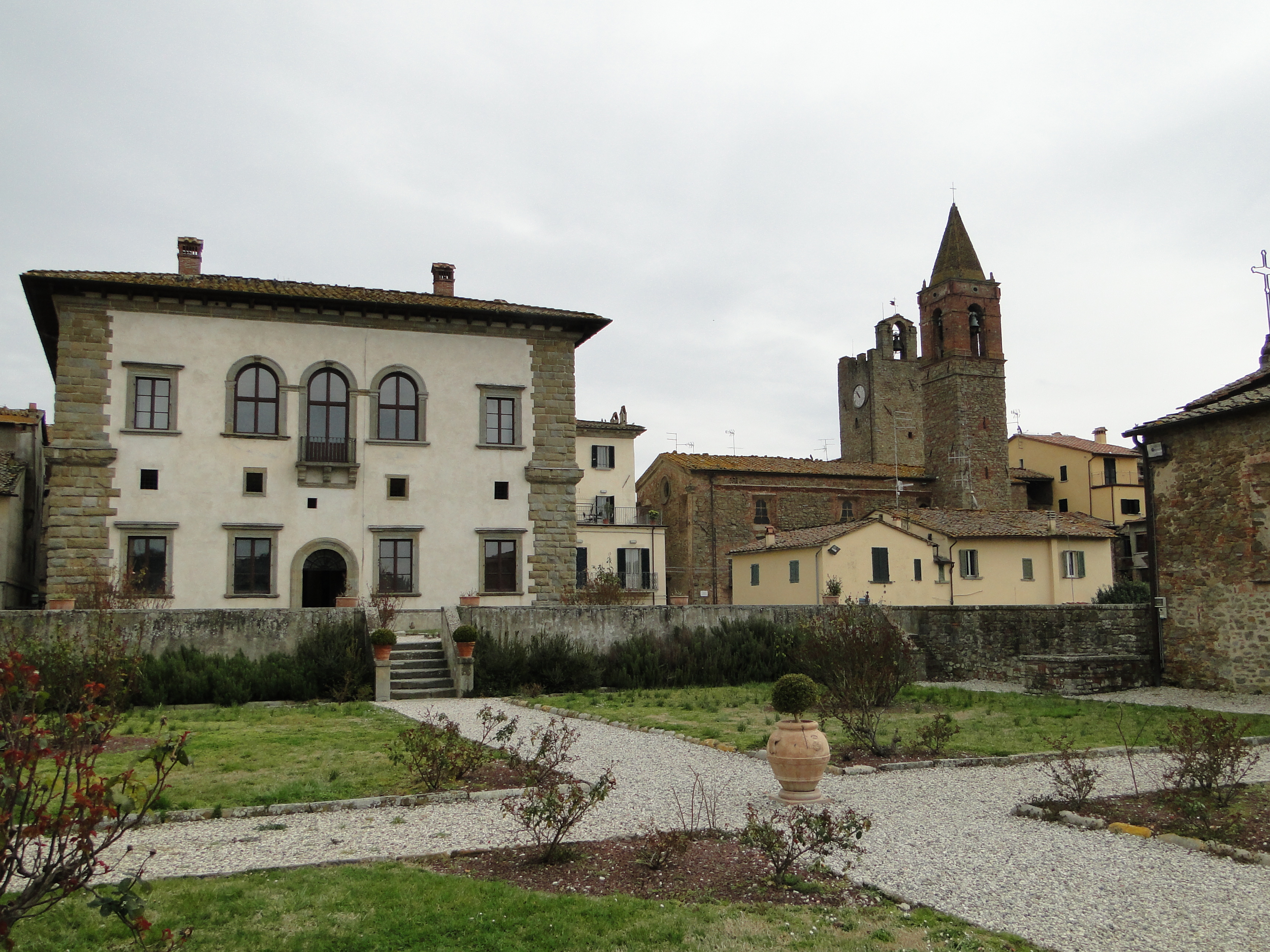
Palau del Monte dai giardini pensili
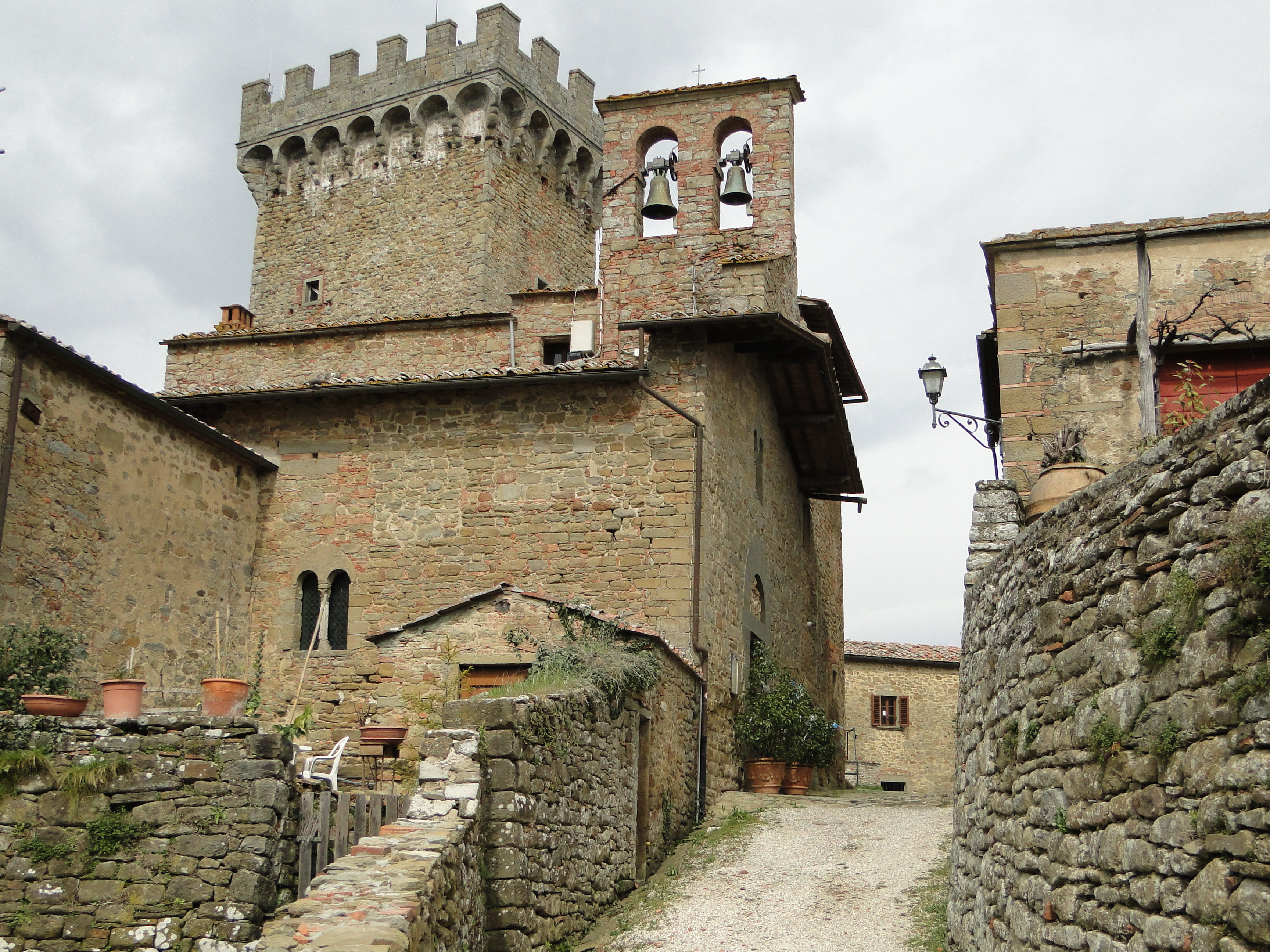
Castell Gargonza